# 萬代頻道
萬代頻道（日语：株式会社バンダイチャンネル，BANDAI CHANNEL CO., LTD.）是一家使用因特网发布电视节目的日本公司。它是日本动画协会的准会员。

## 外部連結
- （日語）萬代頻道 （页面存档备份，存于）
- （日語）みんなでストリームγ版 （页面存档备份，存于）
- （日語）萬代頻道（BandaiChannel）的X（前Twitter）